# Blanco (Texas)
Blanco is een plaats (city) in de Amerikaanse staat Texas, en valt bestuurlijk gezien onder Blanco County.

## Demografie
Bij de volkstelling in 2000 werd het aantal inwoners vastgesteld op 1505.
In 2006 is het aantal inwoners door het United States Census Bureau geschat op 1624, een stijging van 119 (7,9%).

## Geografie
Volgens het United States Census Bureau beslaat de plaats een oppervlakte van
4,4 km², waarvan 4,3 km² land en 0,1 km² water. Blanco ligt op ongeveer 405 m boven zeeniveau.

## Plaatsen in de nabije omgeving
De onderstaande figuur toont nabijgelegen plaatsen in een straal van 36 km rond Blanco.